# 贝尔根 (莱茵兰-普法尔茨州)
贝尔根（德語：Bergen，發音：[ˈbɛʁɡn̩] ⓘ）是德国莱茵兰-普法尔茨州比肯费尔德县的市镇，面积10.42平方千米，2023年12月31日人口为454人。